# Бінгу ва Мутаріка
Бінгу ва Мутаріка (англ. Bingu wa Mutharika, 24 лютого 1934, Тіоло — 5 квітня 2012, Лілонгве) — президент Малаві з 24 травня 2004 до смерті 5 квітня 2012.

## Біографія
Ім'ям при народжені було Брайтсон Вебстер Райсон Том (Brightson Webster Ryson Thom), але в 1960-ті він змінив на африканське ім'я Бінгу з сімейної прізвищем Мутаріка.
Закінчив Делійський університет. З 1978 працював в ООН, ставши пізніше Директором з праці та економічного розвитку Африки. З 1991 — генеральний секретар Економічного співтовариства країн Східної та Південної Африки. Однією з причин роботи Мутаріки на міжнародній арені була його опозиційність до режиму Гастингса Камузу Банди, першого і довічного на той момент президента Малаві. Тоді була додана частка ва для того, щоб уникнути стеження співробітників держбезпеки режиму Гастингса Банди.
Коли Банда в 1994 оголосив вільні вибори, Мутаріка став одним із засновників Об'єднаного демократичного фронту, який і виграв вибори. Мутаріка спочатку підтримував лідера ОДФ і нового президента Бакілі Мулузі, але згодом виступив з критикою його економічної політики і покинув ОДФ, створивши нову Об'єднану партію, а в 1999 брав участь у президентських виборах, але набрав менше 1 % голосів. Потім розпустив ОП і повернувся в ОДФ, ставши спершу заступником голови Резервного банку Малаві, а в 2002 — міністром економічного планування та розвитку. 20 травня 2004 як наступник Мулузі був обраний президентом, набравши 37 % голосів.
Після цього Мутаріка знову посварився з лідером ОДФ Мулузі і в 5 лютого 2005 вийшов з ОДФ, назвавши його корупційним, і заснував Демократичну прогресивну партію. За звинуваченнями в корупції та підготовці замаху на президента були заарештовані міністри, в тому числі міністр сільського господарства Гванда Чакуамба, і віце-президент Кассім Чилумфа. Мутаріка виступає за визнання Банди національним героєм і має намір побудувати мавзолей Банди.
Протягом першого терміну Мутаріка провів низку реформ у сільськогосподарському секторі, надаючи місцевим фермерам державні субсидії, що сприяло зростанню економіки Малаві. Мутаріка був переобраний на другий термін 21 травня 2009, набравши 66 % голосів виборців і випередивши опозиційного кандидата Джона Тембо.
Але останніми роками темпи зростання економіки країни почали знижуватися на тлі дефіциту бензину та іноземної валюти при високому рівні безробіття, що вилилося в масштабні антиурядові демонстрації. У 2011 в результаті зіткнень демонстрантів з урядовими військами загинули щонайменше 19 осіб. Жорстоке придушення демонстрацій ускладнило відносини глави Малаві та іноземних держав, які звинуватили Мутаріка в порушенні цивільних прав, і в березні 2012 влада США відмовилися направити в Малаві гуманітарну допомогу на 350 млн доларів.
31 січня 2010, на саміті в Аддіс-Абебі, Мутаріка був призначений главою Африканського союзу, змінивши на цій посаді Муаммара Каддафі.
5 квітня 2012 Мутаріка був непритомний доставлений в один з госпіталів Лілонгве, де і помер від серцевого нападу.
Після смерті Мутаріки президентом Малаві призначена віце-президент Джойс Банда, яка першим указом визначила 10-денний загальнонаціональний траур. Відповідно до конституції Малаві, віце-президент керуватиме країною до закінчення президентського строку останнього президента, тобто до 2014 року. Незабаром після обрання у 2009 між президентом і віце-президентом розгорівся сильний конфлікт. У 2010 Джойс Банда була виключена з правлячої Демократичної прогресивної партії. Головним кандидатом в Президенти від партії на майбутніх в Малаві в 2014 виборах був обраний брат Бінгу ва Мутаріка Пітер, який обіймає посаду міністра закордонних справ. Весь це час він всюди супроводжував президента і при необхідності виконував його обов'язки.

## Виноски
1. ↑  На засіданні африканського союзу новим президентом було обрано Малаві Бінгу ва Мутаріка[недоступне посилання]
2. ↑  Влада Малаві підтвердила смерть Президента Бінгу ва Мутаріка
3. ↑  В результаті серцевого нападу помер Президент Малаві. Архів оригіналу за 7 квітня 2012. Процитовано 8 квітня 2012.